# Celebrità

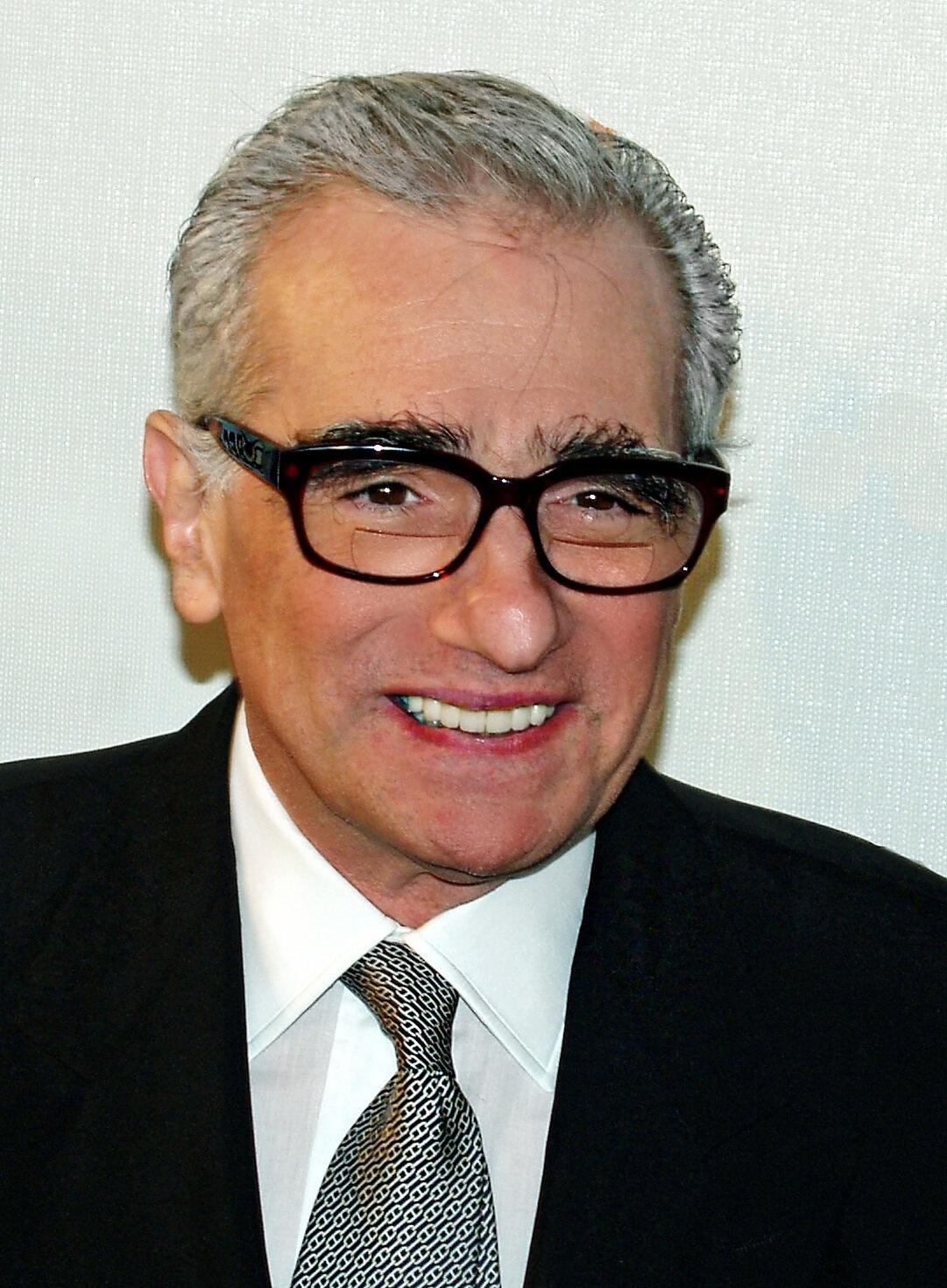
Martin Scorsese, esempio di celebrità nel mondo del cinema

La celebrità è la grande fama acquisita per una serie di meriti e demeriti all'interno di una società.
Una persona celebre viene detta così, anche, "una celebrità".

## Etimologia
La parola deriva dal latino celebritas, a sua volta derivante dall'aggettivo celeber che significa "famoso, celebrato".

## Descrizione
La fama è il principale prerequisito per avere uno status di celebrità, ma non sempre è sufficiente. Per esempio, una pubblica figura come un politico, un dirigente industriale ecc. può essere famoso ma non essere una celebrità fino a che qualcun altro attivi l'interesse dei mass media (come ad esempio il direttore di Virgin, Richard Branson che ha tentato di circumnavigare la terra in un pallone aerostatico). Altri tipi di fama, particolarmente quella connessa con l'intrattenimento, garantiscono quasi sicuramente la celebrità persino se la persona deliberatamente evita le attenzioni dei media. Esempi di questo genere riguardano gli attori, i musicisti, i registi e gli atleti.
Tradizionalmente, anche i politici ben conosciuti raramente sono descritti come celebrità, ma nell'era della televisione molti divengono de-facto celebri. Le celebrità attualmente sono i protagonisti dei media, specialmente della TV e del cinema.
Ogni nazione o comunità culturale (linguistica, etnica, religiosa) ha il suo sistema di celebrità completamente indipendente; ad esempio persone estremamente ben conosciute in India, possono essere sconosciute altrove, eccetto per la diaspora indiana.
Entità subnazionali o regioni hanno il loro proprio sistema di celebrità. Può essere grande e del tutto indipendente in regioni come il Québec e Porto Rico. Localmente, conduttori di telegiornali regionali, politici o capi di comunità potrebbero essere considerati celebrità: ad esempio, Lin Sue Cooney è una reporter ben conosciuta in Arizona, ma non in altre aree. Cantanti, attori (specialmente se lavorano in lingua madre) e altre celebrità ad esempio olandesi è difficile che siano famosi in Belgio e viceversa.

## Nella cultura di massa
Oltre al film di Woody Allen Celebrity vi è un'altra pellicola che tratta di questo tema: in Italia è stato infatti realizzato nel 1981 Celebrità, un film-canzone di Nino D'Angelo diretto dal regista Ninì Grassia e con la partecipazione di Regina Bianchi e Sonia Viviani.